# Stone Orange
Stone Orange je rock skupina, ustanovljena v Ljubljani leta 2003. Od svoje ustanovitve je posnela dva albuma. Prvi album, z naslovom Nori mlin, je bil posnet v slovenščini in je izšel leta 2007. Za singla "Mali princ" in "Nori mlin" sta bila posneta tudi videospota. Leta 2009 je skupina izdala samostojni single in videospot "Pajčevina". Drugi album The dreamcatcher, je izšel leta 2013 pri italijanski založbi Street Symphonies in je prejel več  pozitivnih kritik v mednarodnem glasbenem časopisju. Za singla "Nobody cares" in "The age of stars", sta bila posneta tudi videospota. Album je skupina predstavila na nacionalnem radiu v oddaji Na sceni 23.4. 2013. Koncertna promocija za album The dreamcatcher se je začela na Ortofestu 27. aprila 2013. Leta 2016 je skupina nastopila na nekaj večjih slovenskih festivalih, med drugim tudi na Vransko summer night, kjer so fantje posneli video za pesem "Rockin' and rollin'". Za leto 2025 je v načrtu izid novega albuma v slovenskem jeziku.

## Člani
- Mark Zver, - vokal, kitara
- Tomo J. Julius – kitara
- Davorin Kovačič – bas

## Diskografija
- Nori mlin (2007)
- The dreamcatcher (2013)